# Surkløver-familien
Surkløver-familien (Oxalidaceae) er en familie i Surkløver-ordenen (Oxalidales).
- Slægt: Surkløver (Oxalis)
  - Art: Skovsyre (Oxalis acetosella)
  - Art: Kirtelsurkløver (Oxalis adenophylla)
  - Art: Nedliggende Surkløver (Oxalis corniculata)
  - Art: Stiv Surkløver (Oxalis dillenii)
  - Art: Knoldsurkløver (Oxalis tuberosa)
- Slægt: Biophytum
- Slægt: Averrhoa
  - Art: Karambol (Averrhoa carambola)
- Slægt: Sarcotheca
- Slægt: Dapania